# Biskupské gymnázium v Ostravě
Biskupské gymnázium v Ostravě je všeobecné gymnázium zřízené a provozované biskupstvím ostravsko-opavským. Nachází se v poklidné a příjemné části Ostravy-Poruby, na ulici Karla Pokorného 1284/2. Škola je otevřená pro všechny zájemce, kteří respektují její církevní charakter vycházející z křesťanských hodnot. Nabízí čtyřletý a osmiletý studijní program. Jejím cílem je osobnostní rozvoj studentů a jejich příprava na vysokoškolské studium. Má kapacitu 360 žáků. Na škole se neplatí školné.

## Historie
Biskupské gymnázium v Ostravě zahájilo výuku ve školním roce 1991/1992 tehdy ještě jako Církevní gymnázium Ostrava a zřizovatelem bylo Arcibiskupství olomoucké. Se vznikem Biskupství ostravsko-opavského (1996) došlo ke změně zřizovatele a přejmenování gymnázia na současný název.
V prvním školním roce zahájilo výuku 182 žáků. Byly otevřeny dvě primy, dvě sekundy a dva první ročníky čtyřletého studia. Zřizovací listina počítala s osmiletým i čtyřletým studijním cyklem, budova však měla pouze 10 kmenových tříd. Zpočátku byli studenti přijímáni do čtyřletého cyklu nepravidelně a to v letech 1992, 1995 a 1997. Do školního roku 2005/2006 byl tedy na škole především osmiletý studijní cyklus. To se mění od školního roku 2006/2007, kdy byl opět otevřen 1. ročník čtyřletého studijního cyklu gymnázia. Od školního roku 2009/2010 byly již otevřeny všechny ročníky čtyřletého studijního cyklu a kapacita školy byla navýšena na 360 žáků. Během prázdnin mezi školními lety 2012/2013 a 2013/2014 proběhla rozsáhlá rekonstrukce školy – byla kompletně vybudována nová sociální zařízení, nová tělocvična a nová okna, škola byla zateplena a dostala novou fasádu. K další větší rekonstrukci došlo během prázdnin školního roku 2018/2019. Ve škole byl vybudován výtah, nová učebna ICT, rekonstrukcí prošly podlahy, byla zmodernizována knihovna a učebny přírodovědných předmětů (biologie, chemie, laboratoř biologie).

## Aktivity
Žáci školy se aktivně účastní různých akcí a soutěží, jako je účast na olympiádách v okresních, krajských i celostátních kolech (matematická, fyzikální, dějepisná, z českého jazyka a další), dále pak ostatních soutěží (Pythagoriáda, Biblická soutěž, Matematický klokan, Aréna plná krásných slov a další), šachových turnajů, celé řady sportovních zápasů (fotbal, volejbal, florbal, korfbal, basketbal, juniormaraton a podobně) a v neposlední řadě Celostátní přehlídky církevních škol v Odrách.
Škola sama pořádá řadu akcí: pasování studentů, pouť církevních škol (od roku 2018), zájezd do Prahy, zahraniční zájezdy v rámci studia jazyků (Anglie, Španělsko, Německo), Masarykiáda, Laťka o pohár otce biskupa, matematické víkendy, Adventní koncert, Dny otevřených dveří, Den na BiGy, lyžařský kurz a cyklokurz, ples, Misijní koláč, Den učitelů, školní akademie, Zahradní slavnost, ekokurz, plenér, BiGy OPEN, Speciální týden, duchovní obnovy, Dětský den, slavnostní předávání maturitních vysvědčení, Noc ve škole a mnoho dalších.
Ve škole rozvíjí svou činnost hudební soubor Schola BiGy, která čítá něco přes 40 členů a vydala své první CD s názvem Radostí jsi mou. Schola doprovází svým zpěvem pravidelné školní bohoslužby a jiné akce školy a koncertuje na různých místech. Z dalších volnočasových aktivit je ve škole multimediální kroužek, nepovinná výtvarná výchova, kroužek francouzštiny a jiné. Důležitým orgánem školy je Studentská rada, která zde funguje od školního roku 2003/2004. Studentská rada má svůj plán aktivit a je nepostradatelným partnerem vedení školy. Od školního roku 2020/2021 se stala rádcem a mentorem pro žákovské a studentské parlamenty ostatních porubských škol.
Gymnázium je zapojeno do několika přeshraničních projektů se slovenskými školami, dále pak do projektu EDISON a v rámci sociálního programu do projektu Mary’s Meals.

## Nadační fond
Nadační fond Biskupského gymnázia v Ostravě vznikl 20. srpna 2019 z vlastní iniciativy několika rodičů, kteří chtěli školu nějakým způsobem podpořit. Důvodem jeho vzniku bylo jednak podpořit pedagogy a žáky školy finančně, ale také nabídnout pomoc při zajišťování nejrůznějších standardních i nadstandardních potřeb. Dále pak snaha o vytvoření komunity rodičů, absolventů a příznivců školy, která se podle svých možností aktivně zapojí do podpory a šíření dobrého jména školy. Na základě toho si fond zvolil heslo „Pomozme jim rozkvést“.

## Významní absolventi školy
- Pavla Beretová – členka Činohry Národního divadla v Praze
- Vladimír Maňas – český historik, muzikolog a sbormistr